# Ophicentrus notandus
Ophicentrus notandus är en insektsart som beskrevs av Fowler. Ophicentrus notandus ingår i släktet Ophicentrus och familjen hornstritar. Inga underarter finns listade i Catalogue of Life.